# Mavrovouni (Pogoni)
Mavrovouni (griechisch Μαυροβούνι (n. sg.)) ist ein Dorf in der griechischen Region Epirus. Seit dem Kallikratis-Programm von 2011 gehört es zur Gemeinde Pogoni. Er liegt in geringer Entfernung von dem Ort Ano Ravenia auf einer Höhe von 800 m. Es war während des Kapodistrias-Programms schon der kleinste Ort der Gemeinde Kalpaki. Ein Weg führt auch zum Dorf Geroplatanos. Die umliegenden Hänge sind mit Eichen bewaldet und werden von einer reichen Fauna bewohnt. Auf ebeneren Stellen wird der Wald von heckengezäunten Weiden durchbrochen.

## Etymologie
Der Name geht wahrscheinlich zurück auf eine Übersetzung des türkischen Karadag (kara = schwarz, dag = Berg).
In ottomanischer Zeit gehörte der Ort zur Liga von Zagori (Κοινόν τῶν Ζαγορισίων) und besteht in der heutigen Ausdehnung seit 1706, als Nachfahren des Apostaten Isaim Alizot Pascha (Ισαήμ Αληζότ Πασάς) sich dort ansiedelten. 

## Geschichte
Schon vor 1900 unterhielt der Ort eine Schule. 1928 wurde die heutige Schule errichtet, die bis in die Vorkriegszeit bis zu 40 Schüler besuchten.
Von alters her bis in die 1970er Jahre lebten die Einwohner von Ackerbau und Viehzucht. Aufgrund der strategischen Lage fanden im Bürgerkrieg schwere Gefechte statt. Vor allem in den Scharmützeln an Weihnachten 1947 waren unter der Zivilbevölkerung und auf Seiten der Demokratischen Einheiten viele Opfer zu beklagen. Seither nahm die Bevölkerung durch Auswanderung und Abwanderung stark ab. Die Einwohnerzahl schwankt saisonal.

## Sehenswürdigkeiten
Von der Kirche Profitis Elia (Προφήτης Ηλίας, erbaut 1747), kann man alle Gipfel des Pindos mit der Grambala (Γκραμπάλα) im Vordergrund, sowie Kalpaki und bis hin zum Kassidiaris im Süden sehen.

## Fauna
Die Wälder beherbergen einen großen Artenreichtum. Es finden sich sogar noch Wölfe. Neben Wildschweinen, Füchsen, Hasen und Kaninchen und Hörnchen gibt es auch viele Vogelarten.